# Cécidomyie du pois
Contarinia pisi
Espèce
La cécidomyie du pois (Contarinia pisi), est une espèce d'insectes diptères nématocères de la famille des Cecidomyiidae.
C'est un ravageur du pois, de la fève et du pois de senteur, qui provoque la formation de galles dans les organes floraux de ces plantes.

## Synonymes
Selon Catalogue of Life (24 septembre 2014) :
- Cecidomyia pisi Loew, 1850,
- Contarinia pisicola Meijere, 1911.

## Distribution
L'aire de répartition de Contarinia pisi comprend toute l'Europe, y compris la partie européenne de la Russie.

## Description
L'adulte (imago) est un moucheron délicat, de 2 à 3 mm de long, de couleur gris-brun, aux pattes longues et fines, et aux antennes multisegmentées. Ces dernières sont recourbées vers l'arrière chez le mâle.
Les œufs, de 0,25 mm de long, sont à peine visibles à l'œil nu. Ils sont blanc translucide et de forme ovale.
Les larves, longues de 2 à 3 mm, sont d'une couleur blanc sale.

## Cycle de vie
Le cycle biologique comprend généralement deux générations annuelles de mai à juillet.
L'hibernation se fait sous forme de larves qui passent l'hiver dans des cocons dans le sol des champs infestés. La nymphose se produit au printemps (fin mai-début juin) et dure environ deux semaines avant que les adultes émergent. Ceux-ci ont une durée de vie limitée de quatre à six jours.
Les femelles s'accouplent rapidement et se dispersent dans les nouvelles cultures, pour pondre sur les stipules, les jeunes pousses, à l'intérieur des fleurs ou sur les boutons floraux, en paquets de 20 à 30 œufs (parfois jusqu'à 100 œufs).
L'éclosion se produit au bout de quatre jours, et les jeunes larves se nourrissent en grignotant à la surface les tissus de la plante, causant des déformations de croissance.
Au bout d'une dizaine de jours, les larves descendent vers le sol. Là elles peuvent se nymphoser immédiatement pour donner lieu à une nouvelle génération en une quinzaine de jours. Les larves, surtout celles de la deuxième génération, peuvent aussi hiverner dans le sol et même y rester en diapause plusieurs années.